# Projecte Gutenberg
El Projecte Gutenberg (PG) és una base de dades de llibres electrònics en domini públic, i per això poden ser reutilitzats sense restriccions. Va ser fundada el 1971 per Michael Hart, i és la biblioteca digital més antiga. La majoria dels articles de la seva col·lecció són els textos complets dels llibres de domini públic. El projecte pretén fer-los tan lliures com sigui possible, en formats oberts i duradors que es puguin utilitzar en gairebé qualsevol ordinador.
Les edicions estan disponibles en text sense format, però, quan existeix la possibilitat, s'inclouen altres formats, com HTML, PDF, EPUB, MOBI i Plucker. La majoria de les versions estan en anglès, però també hi ha obres en altres idiomes. Hi ha diversos projectes afiliats que proporcionen continguts addicionals, inclosos treballs regionals i específics de la llengua. El projecte Gutenberg també està molt relacionat amb Distributed Proofreaders, una comunitat basada en Internet per revisar i verificar textos escanejats en xarxa.

## Història
El projecte Gutenberg va ser iniciat per Michael Hart, amb la digitalització de la Declaració d'Independència dels Estats Units d'Amèrica. Hart, un estudiant de la Universitat d'Illinois, va obtenir accés a un ordinador central de Xerox Sigma V al Laboratori d'Investigació de Materials de la universitat. Per part d'uns amics seus, va rebre un compte amb una quantitat pràcticament il·limitada de temps de computadora (valor estimat en cent milions de dòlars). Hart volia "retornar" aquest detall fent alguna cosa que es podria considerar de gran valor i utilitat. El seu objectiu inicial era fer que els 10.000 llibres més consultats del món estiguessin a disposició del públic, a canvi de poca o cap càrrega, i fer-ho cap al final del segle xx.
Aquesta computadora en particular era un dels 15 nodes d'ARPANET, la xarxa d'ordinadors que es convertiria en Internet. Hart va creure que les computadores serien un dia accessibles per al públic i va decidir fer que les obres de literatura estiguessin disponibles de franc i en format electrònic. Va utilitzar una còpia de la Declaració d'Independència dels Estats Units que tenia a la seva motxilla, i aquesta es va convertir en el primer text electrònic del project Gutenberg. Va dedicarel projecte a Johannes Gutenberg, l'impressor alemany del segle xv que va impulsar la revolució de la impremta.
A mitjans de la dècada del 1990, Hart estava executant el Projecte Gutenberg des d'Illinois Benedictine College. Més voluntaris s'havien unit al projecte. Tot el text es va introduir manualment fins al 1989, quan els escàners d'imatges i el programari de reconeixement de caràcters òptics va millorar i facilitar la disponibilitat dels textos. Hart va arribar a un acord amb la Universitat Carnegie Mellon, que va acordar administrar les finances del projecte. A mesura que augmentava el volum de textos electrònics, els voluntaris van ser delegats per a gestionar la funcionalitat del projecte.
A partir de 2004, un catàleg en línia millorat fa que el contingut de Project Gutenberg sigui de fàcil de navegament, accés i hipervincle. El projecte Gutenberg és ara presentat per ibiblio a la Universitat de Carolina del Nord, a Chapel Hill.
El voluntari italià Pietro Di Miceli, va desenvolupar i administrar el primer lloc web de Project Gutenberg i va començar el desenvolupament del catàleg en línia del projecte. En deu anys (1994-2004), les pàgines web del projecte van guanyar diversos premis, fet que va honorar la identitat del projecte. A partir del 23 de març de 2018, el Projecte Gutenberg va aconseguir 56.750 articles a la seva col·lecció de llibres electrònics gratuïts.
Hart va morir el 6 de setembre de 2011, a l'edat de 64 anys. Va morir a casa seva, a Urbana, Illinois.